# Bulbophyllum fasciculatum
Bulbophyllum fasciculatum är en orkidéart som beskrevs av Rudolf Schlechter. Bulbophyllum fasciculatum ingår i släktet Bulbophyllum och familjen orkidéer. Inga underarter finns listade i Catalogue of Life.